# Чорна курочка

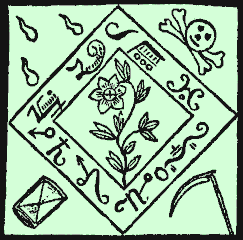
Рисунок талісману для привертання любові найпрекрасніших жінок з ґримуару «Чорна курочка». Талісман слід вишивати на чорному атласі срібними нитками.

Чорна курочка (фр. La poule noire, англ. Black Pullet) — ґримуар, що пропонує вивчити "науку магічних талісманів і перснів", включаючи мистецтво некромантії і Кабали. Вважається, що ця книга написана у XVIII ст. анонімним французьким офіцером, який служив брав участь в експедиції в Єгипет під керівництвом, імовірно, Наполеона, якого автор називає "генієм".

 Книга написана у формі розповіді офіцера. Він отримав наказ від генерала намалювати план пірамід і був відправлений до них з невеликим загоном піхотинців на конях. Табір загону біля пірамід атакували озброєні бедуїни. Лише офіцер вижив, але отримав кілька поранень. Коли настала ніч з піраміди з'явився старий турок і забрав офіцера в потаємну кімнату в піраміді. Старець лікував офіцера, а після одужання почав ділитися магічними вченнями зі стародавніх рукописів, які не згоріли в "пожежі бібліотеки Птолемея".